# Trajansbrücke

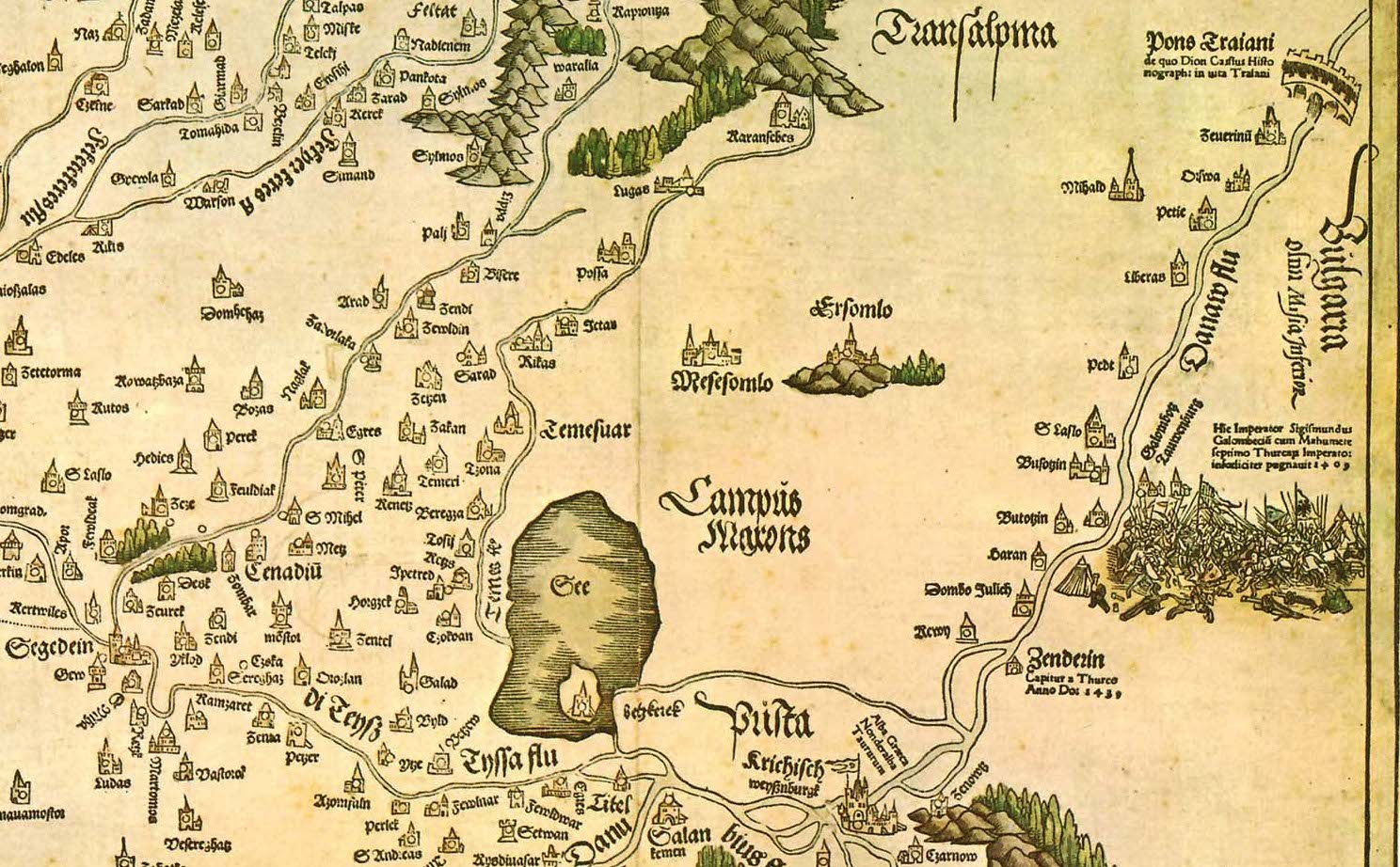
Darstellung der Trajansbrücke (Pons Traiani, oben rechts) in einer Karte Ungarns von 1528, als die Brücke schon längst nicht mehr existierte

Die Trajansbrücke oder Traiansbrücke, auch Römische Brücke bei Drobeta Turnu Severin oder Apollodorus-Brücke über die Donau genannt, wurde 105 n. Chr. unter dem römischen Kaiser Trajan fertiggestellt und war die erste dauerhafte Brücke über die untere Donau. Mit einer Gesamtlänge von über 1,1 Kilometer war sie damals die längste erbaute Brücke der Welt und blieb dies, nach etwa 165 Jahren zerstört, über ein Jahrtausend lang.

## Lage
Die Trajansbrücke verband den römischen Ort Zanes mit seinen römischen Befestigungsanlagen Diana und Pontes auf der Südseite der Donau in der Nähe des heutigen serbischen Dorfes Kostol mit dem römischen Militärlager Drobeta auf der Nordseite der Donau in der heutigen rumänischen Stadt Drobeta Turnu Severin. An beiden Ufern existieren noch Reste der gemauerten Pfeiler, die durch Betonmauern und Dämme vor dem Wasser der Donau geschützt wurden, das durch die Stauanlagen des Kraftwerks Eisernes Tor 2 etwas gestiegen ist.

## Geschichte
Die Trajansbrücke wurde zwischen 103 und 105 n. Chr. von römischen Truppen zur logistischen Unterstützung des zweiten von Kaiser Trajan organisierten Feldzuges gegen die Daker erbaut. Einer der berühmtesten Architekten seiner Zeit, Apollodor von Damaskus, wurde mit ihrer Planung beauftragt. Die hölzerne Bogenkonstruktion wurde unter Aurelian nach Abzug der Römer aus Dakien, ca. 270 n. Chr., zerstört.
Die Existenz der Brücke konnte durch den Fund der Pfeiler an beiden Ufern und der Pfeilerreste im Wasser bestätigt und lokalisiert werden. Eine Abbildung der Brücke befindet sich zudem auf der Trajanssäule in Rom. Es handelte sich demnach um eine auf steinernen Pfeilern ruhende hölzerne Fachwerkkonstruktion mit ungewöhnlich flachen Segmentbögen, am ehesten vergleichbar mit der Moselbrücke in Trier.
Die Überreste der ursprünglich 20 Brückenpfeiler haben sich bis zum heutigen Tag unter Wasser erhalten. Allerdings haben wiederholte archäologische Untersuchungen in den letzten siebzig Jahren ergeben, dass die historische Bausubstanz immer weiter schwindet: Während 1932 noch sechzehn Pfeiler ausfindig gemacht werden konnten, waren es 1982 zwölf und 2003 nur noch sieben.

Die Brücke auf der Trajanssäule
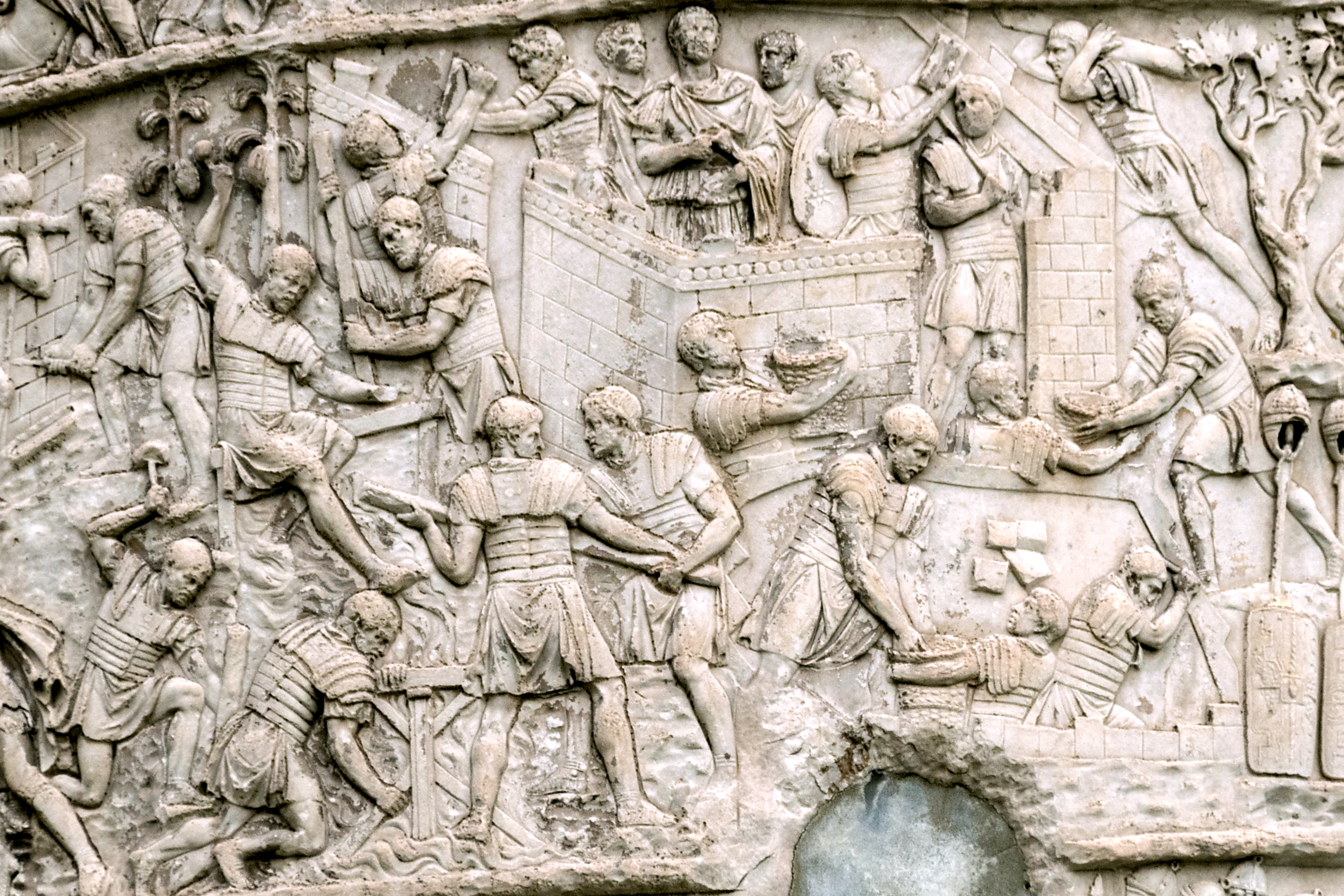
Darstellung von römischen Legionären beim Bau der Trajansbrücke auf der Trajanssäule
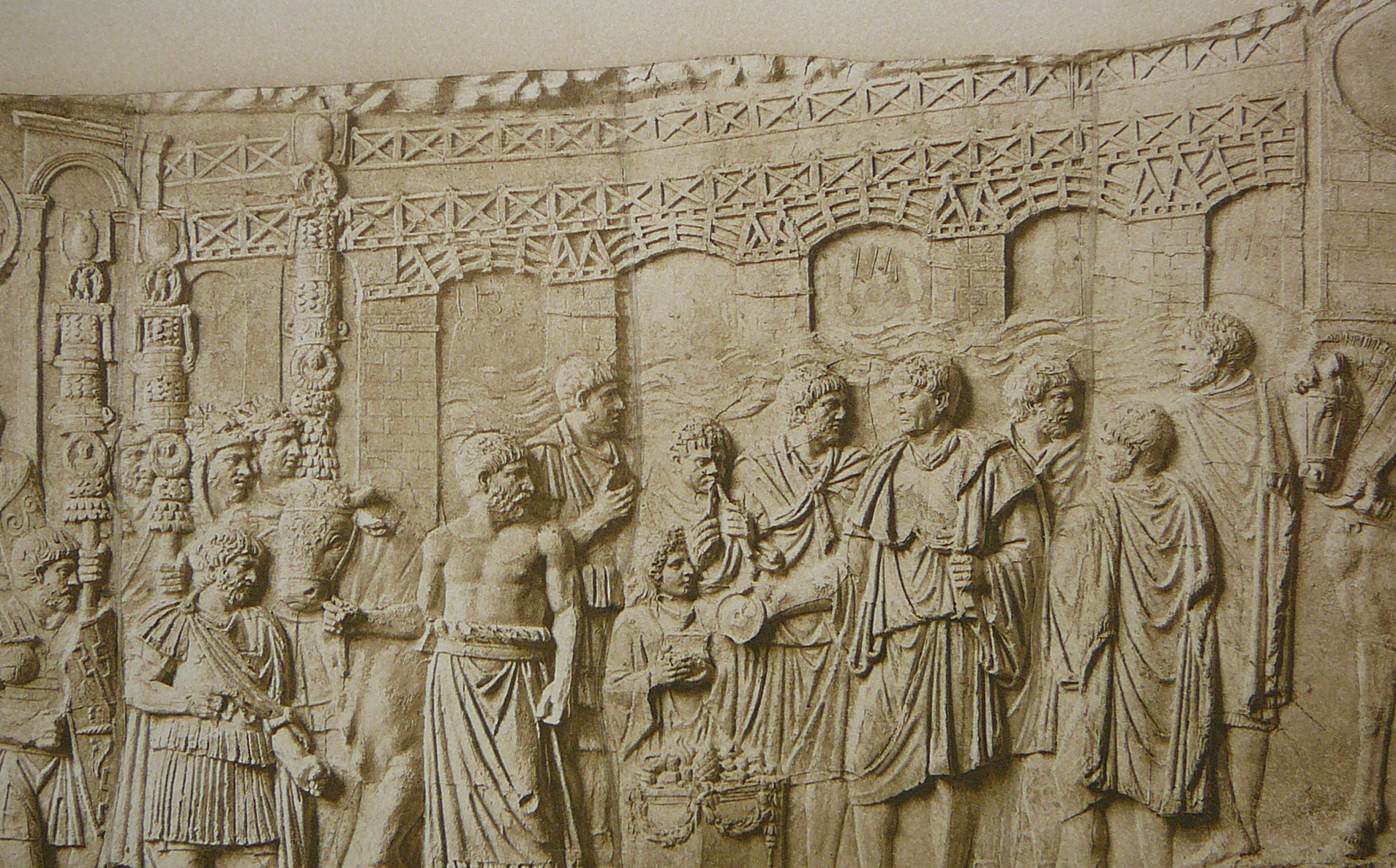
Ansicht der fertiggestellten Brücke; im Vordergrund Kaiser Trajan bei einer Opferzeremonie